# C.W. Anderson
Chris Wright (Emit, North Carolina, 7 januari 1971), beter bekend als C.W. Anderson, is een Amerikaans professioneel worstelaar die vooral bekend is van zijn tijd bij Extreme Championship Wrestling, van 1999 tot 2001, en World Wrestling Entertainment, van 2004 tot 2007.

## In het worstelen
- Finishers
  - Spinning spinebuster

- Signature moves
  - Anderson Left
  - Anderson Tradition
  - Delayed vertical suplex
  - Half nelson exploder suplex
  - Fireman's carry dropped into an armbreaker
  - Single arm DDT
  - Superkick

- Managers
  - Lou E. Dangerously
  - James J. Dillon
  - Elektra

- Bijnamen
  - "The Samu" (ZERO1-MAX)
  - "The Enforcer" (ECW)

## Prestaties
- Carolina Championship Wrestling Association
  - CCWA Heavyweight Championship (1 keer)
  - CCWA Tag Team Championship (3 keer: met Pat Anderson)

- Jacksonville Wrestling Alliance
  - JWA Heavyweight Championship (1 keer)

- Live Action Wrestling
  - LAW Heavyweight Championship (1 keer)

- Major League Wrestling
  - MLW Global Tag Team Championship (1 keer: met Simon Diamond)

- Midwest Wrestling United
  - MWU Heavyweight Championship (1 keer)

- NWA National Championship Wrestling
  - NWA World Tag Team Championship (1 keer: met Pat Anderson)

- NWA 2000
  - NWA 2000 American Heritage Heavyweight Championship (1 keer)
  - NWA 2000 Tag Team Championship (2 keer: met Pat Anderson (1x) en Cueball Carmichael (1x))

- Palmetto Pride Championship Wrestling
  - PPCW Heavyweight Championship (1 keer)

- Premier Wrestling Federation
  - PWF Universal Heavyweight Championship (1 keer)
  - PWF United States Heavyweight Championship (1 keer)
  - PWF Universal Tag Team Championship (2 keer: met Steve Corino)
  - PWF Television Championship (1 keer)

- Pro Wrestling WORLD-1
  - WORLD-1 Great Lakes Tag Team Championship (1 keer: met Bull Wheeler)
  - WORLD-1 Tag Team Championship (2 keer: met Steve Corino)

- Pro Wrestling Zero1
  - NWA Intercontinental Tag Team Championship (1 keer: met Steve Corino)
  - NWA United National Heavyweight Championship (1 keer)

- Southern Championship Wrestling
  - SCW Heavyweight Championship (1 keer)
  - SCW North Carolina Championship (2 keer)
  - SCW Tag Team Championship (4 keer: met Pat Anderson (2x), Cueball Carmichael (1x) en Dewey Cheatum (1x))

- X3 Wrestling
  - X3 Heavyweight Championship (1 keer)

- Andere titels
  - NIWA Television Championship (1 keer)
  - SWA Tag Team Championship (1 keer: met Pat Anderson)
  - VCW Heavyweight Champ (1 keer)